# 行表
行表（ぎょうひょう、養老6年（722年） - 延暦16年2月（797年））は奈良時代の僧。大和国葛上郡高宮郷の出身。父は檜前（ひのくま）調使案麻呂。俗名は百戸。
741年（天平13年）恭仁宮で道璿に師事して得度し、743年（天平15年）興福寺北倉院で受戒。興福寺で禅・唯識を学ぶ。その後、近江国崇福寺の寺主となり1丈余りの千手観音菩薩を造り、次いで近江国の大国師となった。778年（宝亀9年）最澄の師となり、780年（宝亀11年）師主として最澄を得度させている。後奈良大安寺に移った。